# Naemateliaceae
Naemateliaceae Xin Zhan Liu, F.Y. Bai, M. Groenew. & Boekhout – rodzina grzybów należąca do rzędu trzęsakowców (Tremellales).

## Systematyka
Takson utworzyli Xin Zhan Liu, F.Y. Bai, M. Groenew. i T. Boekhout w 2015 r. Według CABI databases, bazującej na Dictionary of the Fungi, do rodziny tej należą dwa rodzaje:
- Dimennazyma Xin Zhan Liu, F.Y. Bai, M. Groenew. & Boekhout 2015
- Naematelia Fr. 1818[2].